# 八木昇
八木昇（1921年12月14日—2005年4月26日），日本佐賀縣人，日本社会党人物、众议员。

## 生平
1921年出生于佐贺郡富士町（今佐贺县佐贺市人），高中就读于福冈县立福冈高级中学。1942年，毕业于早稻田大学政经科，之后供职于九州电力。1944年入伍步兵第48聯隊，在第四航空司令部（驻扎菲律宾）任陆军主计官。1946年，担任九州电力配电劳工部佐賀支部青年部长、书记长。1947年，担任九州电力地方本部副委员长。1948年，担任日本电气产业工会佐贸县分会执行委员长、佐贸县工会协议会会长。1953年，担任佐賀县劳动金库理事长等职。
1955年，他在第27屆日本眾議院議員總選舉中当选众议员。1958年，在第28屆日本眾議院議員總選舉再次當選。1963年，第30屆日本眾議院議員總選舉再次當選。1967年，在第31屆日本眾議院議員總選舉再次當選。1969年，第32屆日本眾議院議員總選舉再次當選。1972年，第33屆日本眾議院議員總選舉再次當選。在1973年，他担任日本社会党中央本部教宣局長。1975年，任日本社会党众议员国会对策委员会副委員長。1976年，他在第34屆日本眾議院議員總選舉上落選眾議員席位。1977年，他改為競選第11屆日本參議院議員總選舉，然而卻落選，之後擔任社會黨佐賀县本部執行委員長。1979年，第35屆日本眾議院議員總選舉上終於再次當選。1980年，第36屆日本眾議院議員總選舉連任。1982年，任日本社会党中央本部国际局長。1983年，第37屆日本眾議院議員總選舉再次當選。1984年3月18日，日本社会党和中国共产党正式建立关系，中共代表习仲勋与日本社会党副总书记曾我祐次和他会晤。1987年，任佐賀縣本部顧問（1996年，社会民主党更名）。晚年从事环保工作，担任众议院科学技术特别委员会委员长。
2005年4月26日去世。

## 家庭
妻子智慧子，1927年7月21日生。